# MicroMV
MicroMV — проприетарный формат видеокассет для цифровых видеокамер (серия DCR-IP) от японской фирмы Sony, представлен в 2001 году.
Кассета MicroMV является самым маленьким плёночным носителем видео. Она на 70% меньше кассеты miniDV. Каждая кассета вмещает до 60 минут видео.
MicroMV, в отличие от miniDV, использует не популярный формат сжатия DV, а MPEG-2 со скоростью потока 12 Mbit/sec (аналогичный тому, который используется для сжатия видео в DVD и HDV). Изначально видео, записанное в формате microMV, не поддерживалось популярными пакетами для видеомонтажа, такими как Adobe Premiere или Apple Final Cut Pro. Поэтому Sony поставляла в комплекте с видеокамерами MicroMV собственное программное обеспечение MovieShaker (только под Windows). В поздних версиях Ulead Video Studio и некоторых freeware-приложений, тем не менее, появилась возможность производить захват и редактирование видео с microMV-видеокамер Sony.
Формат microMV не снискал популярности несмотря на то, что для своего времени видеокамеры формата microMV были самыми компактными полноценными видеокамерами с передовыми возможностями (поддержка записи фото и видео на карты памяти Memory Stick, а также доступ в Интернет по Bluetooth (DCR-IP55E)). Захват и монтаж потока MPEG2 в то время поддерживались крайне небольшим количеством пакетов и требовали гораздо больше вычислительных ресурсов, чем монтаж DV. Также внутрикамерное сжатие MPEG-2 существенно ухудшало картинку по сравнению с DV.
Видеокамеры и кассеты MicroMV производились только Sony. С 2006 года камеры MicroMV более не выпускались.